# Cryptophis
Cryptophis – rodzaj jadowitych węży z rodziny zdradnicowatych (Elapidae).

## Zasięg występowania
Rodzaj obejmuje gatunki występujące w Indonezji, Papui-Nowej Gwinei i Australii. 

## Systematyka

### Etymologia
Cryptophis: gr. κρυπτος kruptos „ukryty”; οφις ophis, οφεως opheōs „wąż”.

### Podział systematyczny
Do rodzaju należą następujące gatunki:
- Cryptophis boschmai (Brongersma & Knaap-van Meeuven, 1964)
- Cryptophis incredibilis (Wells & Wellington, 1985)
- Cryptophis nigrescens (Günther, 1862)
- Cryptophis nigrostriatus (Krefft, 1864)
- Cryptophis pallidiceps (Günther, 1858)